# Tyrannochthonius etu
Espèce
Tyrannochthonius etu est une espèce de pseudoscorpions de la famille des Chthoniidae.

## Distribution
Cette espèce est endémique de la province de Champassak au Laos. Elle se rencontre vers Paske.

## Description
Le mâle holotype mesure 0,90 mm et les femelles de 1,06 à 1,29 mm.

## Étymologie
Son nom d'espèce lui a été donné en référence au lieu de sa découverte, Tad Etu.

## Publication originale
- Gao & Zhang, 2013 : Pseudoscorpions from Laos: Description of a new species and new records (Arachnida: Pseudoscorpiones). Archives of Biological Sciences, vol. 65, no 3, p. 839-850.